# Paweł od Krzyża
Paweł od Krzyża, właśc. wł. Paolo Francesco Danei (ur. 3 stycznia 1694 w Ovada, zm. 18 października 1775 w Rzymie) – starszy brat Sługi Bożego Jana Chrzciciela, założyciel Zgromadzenia Pasjonistów (Zgromadzenie Męki Pańskiej), święty Kościoła katolickiego.
Urodził się, jako Paweł Franciszek Danei w północno-zachodnich Włoszech. Początkowo walczył w armii weneckiej przeciwko Turkom. Został duchownym, mimo że spowodowało to utratę majątku, który miał odziedziczyć pod warunkiem znalezienia sobie żony. Twierdził, że Męka Jezusa Chrystusa to największe dzieło Bożej miłości. Po obłóczynach przyjął imię Paweł od Krzyża. W 1737 roku św. Paweł założył pierwszy zakonny dom pasjonistów Ritiro, tzn. odosobnienie. Regułę zakonną nowego zgromadzenia zatwierdził 15 maja 1741 roku Benedykt XIV. 

## Wspomnienie liturgiczne
Wspomnienie liturgiczne św. Pawła od Krzyża w Kościele katolickim obchodzone jest według nowego kalendarza rzymskiego 19 października (w nadzwyczajnej formie rytu rzymskiego 28 kwietnia). W USA przypada ono 20 października.

## Beatyfikacja i kanonizacja
Jego beatyfikacji (1 października 1853) i kanonizacji (29 czerwca 1867) dokonał papież Pius IX.

## Relikwie
Relikwie spoczywają w rzymskiej bazylice świętych braci męczenników Jana i Pawła w Rzymie (Basilica dei Santi Giovanni e Paolo al Celio).